# Adolf Deißmann

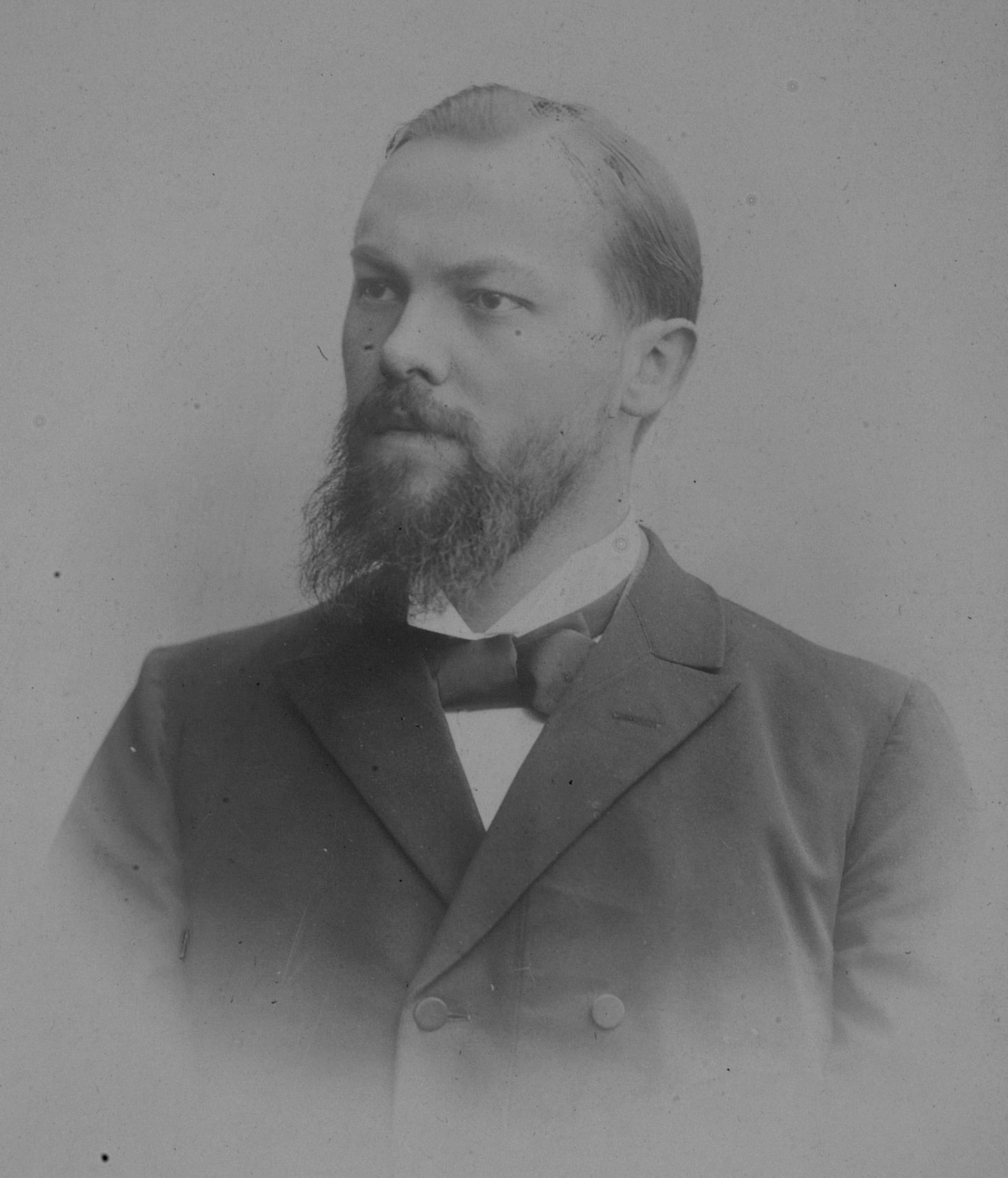
Adolf Deißmann

Gustav Adolf Deißmann (auch Adolf Deissmann, * 7. November 1866 in Langenscheid; † 5. April 1937 in Wünsdorf) war ein deutscher evangelischer Theologe, Papyrologe und Ökumeniker.

## Leben
Deißmann stammte aus einer Pfarrersfamilie. Nach dem Abitur in Wiesbaden studierte er evangelische Theologie an den Universitäten Tübingen und Berlin sowie am Theologischen Seminar der Evangelischen Landeskirche in Nassau in Herborn. 1890 wurde er Vikar in Dausenau bei Nassau (Lahn); 1892 Repetent und Privatdozent in Marburg. Nach einer Zwischenzeit als Dozent am Theologischen Seminar in Herborn erhielt er 1897 einen Ruf als Professor für das Neue Testament an die Universität Heidelberg; 1908 ging er in gleicher Funktion als Nachfolger von Bernhard Weiß nach Berlin, wo er bis zur Emeritierung 1935 lehrte. Politisch wurde Deißmann durch Friedrich Naumann geprägt und war zeitweilig Mitglied in dessen Nationalsozialem Verein. Nach dem Ersten Weltkrieg gehörte er als langjähriges Mitglied der  Deutschen Demokratischen Partei (DDP) zu den Unterstützern der Weimarer Republik. 1930/31 hatte er das Amt des Rektors der Berliner Universität inne. In dieser Zeit geriet er in erbitterte Konflikte mit dem Nationalsozialistischen Deutschen Studentenbund.
Deissmann wurde 1904 Mitbegründer des Eranos-Kreises.

## Wirken
Deißmanns wissenschaftliches Hauptinteresse galt der Einwirkung des griechischen Geistes auf das Christentum (Hellenisierung). Als einer der ersten beschäftigte er sich mit Papyrusfunden in Ägypten und ihrer Bedeutung für das Verständnis des Griechisch der Septuaginta und des Urtexts des neuen Testaments. 1908 erschien sein Hauptwerk Licht vom Osten, das bis 1923 vier Auflagen erlebte und auch ins Englische und Schwedische übersetzt wurde. Deißmann, der der liberalen Theologie zugerechnet werden kann, war zeitweilig der bekannteste Vertreter der deutschen neutestamentlichen Wissenschaft im Ausland. Er war auch kirchenpolitisch aktiv und Teilnehmer der deutschen evangelischen Kirchentage in Dresden 1919 und Stuttgart 1921.
In der sich formenden ökumenischen Bewegung gehörte Deißmann seit der Begegnung mit Nathan Söderblom im Jahr 1910 zu den führenden deutschen Persönlichkeiten. Zu Beginn des Ersten Weltkrieges begann er mit dem Schreiben von hektographierten Evangelischen Wochenbriefen, durch die er ein theologisches Netzwerk zwischen Deutschland und den neutralen Staaten knüpfte und die bis 1921 bestanden. Neben Söderblom hatte er großen Anteil am Zustandekommen und am Erfolg der Stockholmer Weltkirchenkonferenz im Jahre 1925, der ersten Weltkirchenkonferenz für Praktisches Christentum (Life and Work), deren Dokumentation er 1926 herausgab. Er nahm auch an der ersten Weltkonferenz für Glauben und Kirchenverfassung (Faith and Order) im Jahre 1927 in Lausanne teil. Ab 1929 war er Mitglied des Ökumenischen Rats für Praktisches Christentum, eines Vorgängers des Weltkirchenrats. In dieser Funktion gehörte er zu den Förderern des ökumenischen Engagements von Dietrich Bonhoeffer. Gemeinsam mit George Bell veranstaltete er zwei deutsch-britische Theologentagungen.

## Nachlass
Deißmanns umfangreicher Nachlass befand sich von 1938 bis 2023 in der Zentral- und Landesbibliothek Berlin und wird seit 2023 im Archiv der Humboldt-Universität zu Berlin verwahrt.

## Schriften (Auswahl)
- Die neutestamentliche Formel »in Christo Jesu«. 1892.
- Bibelstudien. 1895.
- Neue Bibelstudien. 1897.

Beide zusammen engl.: Bible Studies: Contributions Chiefly from Papyri and Inscriptions to the History of the Language, the Literature, and the Religion of Hellenistic Judaism and Primitive Christianity. 1901, 2nd edition 1909.
- Die sprachliche Erforschung der griechischen Bibel. 1898.
- Die Hellenisierung des semitischen Monotheismus. 1903.
- Evangelium und Urchristentum. 1905.
- Die Septuaginta-Papyri und andere altchristliche Texte der Heidelberger Papyrussammlung. Heidelberg 1905.
- Licht vom Osten. Das Neue Testament und die neuentdeckten Texte der hellenistisch-römischen Welt. Tübingen: Mohr 1908. (online)

Engl: Light from the Ancient East the New Testament Illustrated by Recently Discovered Texts of the Graeco-Roman World. London: Hodder & Stoughton, 1910.
- Das Urchristentum und die unteren Schichten. 1908.
- Die Urgeschichte des Christentums im Lichte der Sprachforschung. 1910.
- Paulus. Eine kultur- u. religionsgeschichtliche Skizze. 1911 (2. Auflage 1925; schwedisch 1910, 2. Auflage 1918; englisch 1912, 2. Auflage 1926; japanisch 1926).
- Die Stockholmer Bewegung. Die Weltkirchenkonferenzen zu Stockholm 1925 und Bern 1926 von innen betrachtet. 1927.
- Una Sancta. Zum Geleit in das ökumenische Jahr 1937. Gütersloh 1936.

Als Herausgeber
- Die Stockholmer Weltkirchenkonferenz. Vorgeschichte, Dienst und Arbeit der Weltkonferenz für praktisches Christentum, 19.–30. August 1925. Amtlicher deutscher Bericht. 1926.
- mit George Kennedy Allen Bell: Mysterium Christi. Christologische Studien britischer und deutscher Theologen. 1931.